# Џон Хауард Нортроп
Џон Хауард Нортроп (Јонкерс, 5. јула 1891. — Викенбург, 27. маја 1987) био је амерички биохемичар који је са Џејмс Бачелер Самнером и Вендел Мередит Стенлијем  добио 1946. Нобелову награду за хемију . Награда је додељена за изолацију, кристализацију и проучавање ензима, протеина и вируса ових научника.  Нортроп је био професор бактериологије и медицинске физике, емеритус, на Универзитету у Калифорнији (Беркли) . 

## Биографија

### Ране године
Нортроп је рођен у Јонкерсу у Њујорку од Џона Нортропа, зоолога и инструктора на Универзитету Колумбија, и Алисе Рич Нортроп, наставнице ботанике на Хантер Колеџу. Његов отац је умро у лабораторијској експлозији две недеље пре његовог рођења. Син се школовао у средњој школи Јонкерс и на Универзитету Колумбија, где је 1915. докторирао из хемије. Током Првог светског рата спроводио је истраживање за америчку Службу за хемијско ратовање о производњи ацетона и етанола ферментацијом . Овај рад је довео до проучавања ензима.

### Истраживање
Нортроп је 1929. године изоловао и кристализовао желудачни ензим пепсин  и утврдио да је реч о протеину . 1938. године изоловао је и кристализовао први бактериофаг (мали вирус који напада бактерије ) и утврдио да је то нуклеопротеин . Нортроп је такође изоловао и кристализовао пепсиноген (претеча пепсина), трипсин, химотрипсин и карбоксипептидазу.
За своју књигу из 1939. године, Кристални ензими: Хемија пепсина, трипсина и бактериофага, Нортроп је награђен медаљом Даниел Гирауд Елиот из Националне академије наука .  Изабран је за члана Америчке академије уметности и науке 1949. године.  Нортроп је био запослен на Рокфелер Институту за медицинска истраживања у Њујорку од 1916. до пензионисања 1961. године. 1949. придружио се Калифорнијском универзитету у Берклију као професор бактериологије, а касније је именован професором биофизике. 

### Лични живот
1917. Нортроп се оженио Луизом Вокер (1891-1975), са којом је добио двоје деце: Џона, океанографа, и Алис, која се удала за нобеловца Фредерика Робинса . Породица је живела у малом дому непосредно изван Маунт Вернона. Како су њихова деца одрастала, а Нортроп тражио пожељније радно место, породица је купила дом у Котута, држава Масачусетс. Овај потез скратио је Нортропово путовање до лабораторије у Принстону  а такође га је довео у ближи контакт са дивљином у којој је веома уживао.  Нортроп је извршио самоубиство у Викенбургу у држави Аризона 1987. 